# ديبورا كوك (مغنية)
ديبورا كوك (بالإنجليزية: Deborah Cook)‏ هي مغنية ومغنية أوبرا أمريكية، ولدت في 6 يوليو 1938.